# آرتی (بازیگر)
آرَتی (انگلیسی: Aarathi؛ زادهٔ ۱۹۵۴) یک بازیگر هندی است که بیشتر در فیلم‌های کنادا در دهه‌های ۱۹۷۰ و ۱۹۸۰ فعالیت داشت. او چهار بار برنده جایزه فیلم‌فیر جنوب و جایزه فیلم ایالت کرناتکه برای بهترین بازیگر زن شده‌است.
پس از کنار گذاشتن بازیگری در میانه‌های دهه ۱۹۸۰، آرَتی در سال ۲۰۰۵ با فیلم خانه آبنبات به عنوان کارگردان به سینما بازگشت. این فیلم با تحسین منتقدان روبرو شد و برنده جایزه فیلم ایالت کرناتکه برای بهترین فیلم خردسالان گردید.

## فیلم‌شناسی
به عنوان کارگردان
| سال  | نام فیلم    | نکات                                               |
| ---- | ----------- | -------------------------------------------------- |
| ۲۰۰۵ | خانه آبنبات | جایزه فیلم ایالت کرناتکه برای بهترین فیلم خردسالان |